# 통고 둠비아
통고 하메드 둠비아(프랑스어: Tongo Hamed Doumbia, 1989년 8월 6일 ~ )는 말리의 축구 선수로, 미드필더로 활약하고 있다. 프랑스에서 태어난 그는 말리 국가대표팀에서 뛰고 있다.

## 구단 경력

### 울버햄프턴 원더러스
2012년 7월 30일, 둠비아는 영구 이적을 위해 잉글랜드 클럽 울버햄프턴 원더러스와 시즌 장기 임대 계약을 체결했다. 2012년 11월 13일, 울브스는 둠비아가 2016년 여름까지 그를 클럽에 유지하는 영구 계약을 체결했다고 발표했다. 둠비아는 시즌 동안 총 35경기에 출전하여 리그 원으로 강등되었다.
이 강등 이후, 울브스의 새로운 감독 케니 재킷은 둠비아가 새 시즌 계획에 포함되지 않을 것 같다고 말했다. 2013년 8월 6일, 그는 울브스를 떠나 리그 1 클럽 발랑시엔으로 한 시즌 동안 임대되어 정규 선수가 되었지만 강등을 피할 수 없었다.

### 툴루즈
2014년 8월 29일, 둠비아는 리그 1 클럽 툴루즈와 미공개 이적료에 계약했다.

### 알아인
둠비아는 2018년 10월 5일, 아부다비에서 알아인와 계약했다.

### 악퇴베
2021년 2월 18일, 둠비아는 카자흐스탄 프리미어리그 클럽 악퇴베와 계약했다.

### 웨스턴 유나이티드
2022년 8월 24일, 둠비아는 2022-23년 A리그 멘 시즌을 앞두고 오스트레일리아 클럽 웨스턴 유나이티드와 계약했다. 둠비아는 웨스턴 유나이티드에서 한 시즌을 보낸 후 클럽에서 방출되었다.

## 국가대표팀 경력
2012년 5월 27일, 코트디부아르와의 친선 경기에서 말리 국가대표팀 데뷔 전을 치렀고, 경기는 코트디부아르의 2-1 승리로 끝났다.
2015년 아프리카 네이션스컵에 출전하여 카메룬, 코트디부아르와 조별 리그 경기에 출전했다. 하지만 말리는 플레이오프에 진출하지 못했다.